# Ligne bleue du métro de Montréal
Pour les articles homonymes, voir Ligne bleue et Ligne 5.
La ligne bleue (ou ligne 5) est une des quatre lignes du métro de Montréal. Elle traverse les arrondissements Côte-des-Neiges–Notre-Dame-de-Grâce, Outremont et Villeray–Saint-Michel–Parc-Extension de la ville de Montréal selon une direction globale nord-est–sud-ouest. La ligne bleue relie la station Snowdon dans le quartier Côte-des-Neiges à la station Saint-Michel, dans le quartier Saint-Michel et croise la ligne orange aux stations Snowdon et Jean-Talon.
Complétée en 1988, la ligne bleue est la ligne la plus récente et la seule du métro de Montréal qui ne transite pas par le centre-ville de Montréal. Avec ses 19,1 millions d'entrées en 2001, sa fréquentation est nettement inférieure à celle des lignes orange et verte.
Depuis 2020, des travaux sont en cours en vue de prolonger la ligne vers l'est sur une distance de six kilomètres et cinq stations. À terme, l'extrémité est de la ligne devrait être située dans l'arrondissement Anjou.

## Histoire
Dès l’étape de la conception du réseau initial du métro de Montréal en 1961 – constitué des lignes jaune, orange et verte –, des lignes additionnelles sont planifiées afin d'étendre le réseau.
En septembre 1970, la Communauté urbaine de Montréal (CUM) propose une ligne nord-sud qui, de la station Assomption en projet, relierait les abords du pont Pie-IX dans Montréal-Nord via Saint-Léonard ou une alternative moins coûteuse consistant à prolonger la ligne 5 vers le nord. En 1972, une étude, menée par la CUM, confirme le second choix.
Le chantier de la ligne 5 débute en 1975.
En mai 1976, le gouvernement du Québec, devenu principal financier, décrète un moratoire sur les prolongements du métro et gèle les contrats en cours. Le moratoire est levé en 1978 mais seulement jusqu'à Saint-Michel pour la ligne 5.

### Chronologie de la construction
- 1975 : début du chantier ;
- 16 juin 1986 : inauguration du tronçon Saint-Michel–De Castelnau ;
- 15 juin 1987 : ouverture de la station Parc ;
- 4 janvier 1988 : inauguration du tronçon Snowdon–Outremont ;
- 28 mars 1988 : ouverture de la station Acadie.

### Projets de prolongement
En décembre 1979, le gouvernement du Québec adopte un plan de transport intégré de la région de Montréal. Le plan propose de prolonger la ligne 5 vers Anjou. La desserte de Montréal-Nord serait assurée par un métro de surface (ligne 6) reliant la gare centrale.
La CUM propose son propre plan en 1983 qui prolonge lui aussi la ligne 5 jusqu'à Anjou mais relie la station Pie-IX sur la ligne 1 à Montréal-Nord par une ligne souterraine supplémentaire (ligne 7). En août 1988, le ministère des Transports n'appuie pas cette nouvelle ligne et propose de nouveau la prolongation de la ligne 5 vers Montréal-Nord. L’année suivante, Québec annonce le prolongement de la ligne vers Anjou et de nouvelles études sont réalisés en 1991 mais la récession a raison du projet.
Il refait surface le 14 octobre 1998 dans la foulée de l'extension du métro à Laval. Le prolongement de la ligne bleue est autorisé de la station Saint-Michel au boulevard Pie-IX mais le dépassement des coûts annule le projet.
Le projet est réactivé en avril 2000 lors du dévoilement du Plan de transport du gouvernement provincial. Le ministre des Transports, Guy Chevrette, annonce que la priorité ira à l'est de la ville de Montréal et que le projet de ligne bleue sera réactivé, cette fois jusqu'aux Galeries d'Anjou (plutôt que Pie-IX).
Il faut attendre le 20 septembre 2013 pour que Québec annonce de nouveau le prolongement prochain en direction d'Anjou. Le 5 février 2016, les coûts projetés du prolongement passent de 1,5 à 3 milliards de dollars et la décision du gouvernement d'aller de l'avant se fait toujours attendre,.
À l'automne 2020, les travaux liés au prolongement commencent au coin des rues De la Villanelle et Jean-Talon en vue de déplacer des câbles souterrains pour l'excavation d'une structure auxiliaire (ventilateur, chambres électriques, etc.).

## Liste des stations
| Station et prolongement | Station et prolongement            | Inauguration                                                 | Odonyme                                     | Origine du nom                                                                         |
| ----------------------- | ---------------------------------- | ------------------------------------------------------------ | ------------------------------------------- | -------------------------------------------------------------------------------------- |
|                         | Snowdon ligne orange               | 4 janvier 1988 (ligne bleue) 7 septembre 1981 (ligne orange) | Rue Snowdon                                 | Nom d'un propriétaire terrien                                                          |
|                         | Côte-des-Neiges                    | 4 janvier 1988                                               | Chemin de la Côte-des-Neiges                | Notre-Dame-des-Neiges, nom donné au XVIIIe siècle                                      |
|                         | Université-de-Montréal             | 4 janvier 1988                                               | Université de Montréal                      | Fait référence à l'Université de Montréal.                                             |
|                         | Édouard-Montpetit                  | 4 janvier 1988                                               | Boulevard Édouard-Montpetit                 | Édouard Montpetit, ancien professeur de l'Université de Montréal                       |
|                         | Outremont                          | 4 janvier 1988                                               | Avenue Outremont Arrondissement d'Outremont | Nom d'un manoir patrimonial                                                            |
|                         | Acadie                             | 28 mars 1988                                                 | Boulevard de l'Acadie                       | Nom donné en commémoration des deux cents ans de l'expulsion des Acadiens              |
|                         | Parc trains de banlieue de l'AMT   | 15 juin 1987                                                 | Avenue du Parc                              | Le parc Mont-Royal                                                                     |
|                         | De Castelnau                       | 16 juin 1986                                                 | Rue de Castelnau                            | Édouard de Castelnau, soldat français                                                  |
|                         | Jean-Talon ligne orange            | 16 juin 1986 (ligne bleue) 14 octobre 1966 (ligne orange)    | Rue Jean-Talon                              | Jean Talon, intendant de la Nouvelle-France                                            |
|                         | Fabre                              | 16 juin 1986                                                 | Rue Fabre                                   | Édouard-Charles Fabre, troisième évêque de Montréal                                    |
|                         | D'Iberville                        | 16 juin 1986                                                 | Rue d'Iberville                             | Pierre LeMoyne d'Iberville, explorateur canadien français et fondateur de la Louisiane |
|                         | Saint-Michel                       | 16 juin 1986                                                 | Boulevard Saint-Michel                      | Le saint Michel                                                                        |
|                         | Pie-IX (Nom provisoire) SRB Pie-IX | 2031 (prévue)                                                |                                             |                                                                                        |
|                         | Viau (Nom provisoire)              | 2031 (prévue)                                                |                                             |                                                                                        |
|                         | Lacordaire (Nom provisoire)        | 2031 (prévue)                                                |                                             |                                                                                        |
|                         | Langelier (Nom provisoire)         | 2031 (prévue)                                                |                                             |                                                                                        |
|                         | Anjou (Nom provisoire)             | 2031 (prévue)                                                |                                             |                                                                                        |

## Opération
Parce qu’elle est peu fréquentée, la Société de transport de la Communauté urbaine de Montréal (STCUM ; ancêtre de la Société de transport de Montréal) n'exploita d’abord la ligne que les jours ouvrables de 5 h 30 à 19 h 30 et n'y faisait circuler que des rames de 3 voitures. Les étudiants de l'Université de Montréal, source principale de la clientèle, obtiendront l'extension de l'heure de fermeture à 23 h 10 puis à 0 h 15 en 2002.

## Perspectives
La ligne bleue est conçue au début des années 1970 comme une ligne transversale d'ouest en est, équivalente à la ligne verte mais ne desservant pas le centre-ville. À la suite du moratoire sur l'expansion du métro, décrété le 19 mai 1976, le développement de la ligne est ralenti, ce qui explique ses quatorze années de travaux, puis arrêté après 1988. D'après son dessin initial, trois composantes resteraient donc à achever.

### Connexion avec le centre-ville
L'emplacement de la station Édouard-Montpetit est choisi afin de surplomber le tunnel sous le mont Royal et permettre la construction d'une connexion avec les trains de banlieue empruntant ce dernier pour relier la gare centrale. Une station intermodale à cet endroit permettrait à la ligne bleue de diminuer l'achalandage de la ligne orange en fournissant une voie d’accès au centre-ville supplémentaire. La grande profondeur séparant les quais du métro du tunnel (plus de 60 mètres) constitue un enjeu de construction et d’opération qui ont, jusqu’à présent, empêché sa mise en œuvre malgré l’intérêt qu'accordent l'Agence métropolitaine de transport (AMT ; ancêtre d'Exo) et, plus récemment, le projet de Réseau express métropolitain à cette option.

### Tronçon ouest
En 1975, la STCUM prévoyait, dans l'ensemble du plan des prolongements du réseau métroviaire montréalais, une extension de la ligne bleue vers l'ouest de l'île. Selon les aménagistes de l'époque, la ligne aurait dû passer sous les villes de Côte-Saint-Luc et Montréal-Ouest pour aboutir à la jonction de l'échangeur Saint-Pierre et éventuellement desservir un quartier résidentiel situé aujourd'hui au cœur de l'arrondissement de Lachine. Le projet devait voir le jour dans les années 1980, mais la priorité fut alors donnée au développement de la ligne vers l'est, et il ne fut pas réalisé.
Les résidents de l'ouest de l'île demandent la remise en chantier du projet et son développement vers Dorval afin de desservir l'aéroport Pierre-Elliott-Trudeau, devenu aéroport principal de la métropole depuis la fermeture de Mirabel. Plutôt qu'un métro, l'AMT propose depuis 2011 un train de banlieue amélioré pour ce secteur, avec sa voie dédiée, baptisé « Train de l'Ouest ».

## Prolongement du tronçon est
Un prolongement de la ligne bleue à son extrémité est proposée en vue d'améliorer la desserte du transport en commun dans le quartier de Saint-Michel. Le projet d'extension de ce tronçon connaît divers remaniements subséquents.
Une consultation publique, tenue sur le sujet en 2007, permet de soulever de nombreuses possibilités. Par la suite, les urbanistes de l'université de Montréal, de l'université Laval et de l'université du Québec à Montréal, en concertation avec quelques groupes d'ingénieurs, adoptent le projet du prolongement de la ligne vers Anjou ainsi qu'éventuellement Montréal-Nord, où la question de desserte n'est pas moins importante.
Au cadre de l'élaboration du projet, les cinq stations suivantes sont proposées à la Ville de Montréal,:
- Pie-IX (Boulevard Pie-IX, Service rapide par bus Pie-IX)
- Viau (Boulevard Viau)
- Lacordaire (Boulevard Lacordaire)
- Langelier (Boulevard Langelier)
- Anjou (Boulevard des Galeries-d'Anjou)

En septembre 2012, quelques jours après l'élection du gouvernement de Pauline Marois, le maire de Montréal Gérald Tremblay affirme à nouveau que la ville de Montréal considère le prolongement de la ligne bleue à l'est comme un projet prioritaire. Le 15 août 2012, Pauline Marois fait du prolongement une promesse électorale et déclare que ce serait une « priorité absolue » de son gouvernement. Le chef d'Union Montréal, parti majoritaire au conseil municipal, Marvin Rotrand, lui rappelle cette promesse et déclare à cette occasion :

« La ligne bleue est l'infrastructure lourde de transport qui offre le meilleur retour sur investissement, assurant un gain substantiel et permanent de fréquentation. [...] La promesse faite pendant la campagne électorale est une excellente chose et reflète parfaitement la position de Montréal. Nous espérons que le nouveau gouvernement bougera  rapidement dans ce dossier pour traduire cette promesse, qui donne tant d’espoir, en une réalité. »

Le projet est alors envisagé en deux phases commençant par trois stations de Saint-Michel jusqu'au boulevard Lacordaire pour un coût estimé de 945 millions de dollars.
Le 20 septembre 2013, le ministre provincial des Transports, Sylvain Gaudreault, annonce la mise sur pied d'un bureau de projet afin de mener à bien les études sur le prolongement de la ligne vers l'est jusqu'à l'arrondissement d'Anjou. Il est prévu que les travaux de construction commencent vers la fin de 2017 ou le début de 2018 et qu'ils se terminent entre 2022 et 2025.
Le 9 avril 2018, les gouvernements fédéral et provincial annoncent qu'ils investiront 16 millions de dollars chacun dans le projet pour la création d'un bureau de projet. De plus, le gouvernement du Québec investit 330 millions de dollars pour entamer le processus d’expropriation et d’acquisition des terrains.
Au début de l'année 2019, le bureau de projet de la ligne bleue est mis en place et l'emplacement de quatre des cinq stations de métro est dévoilé. Il est alors confirmé que le tronçon suivra le tracé de la rue Jean-Talon et que les stations seront construites à l'intersection des boulevards Pie-IX, Viau, Lacordaire et Langelier. Le 4 juillet 2019, Radio-Canada confirme que le gouvernement fédéral investira 1,3 milliard de dollars dans le prolongement de la ligne bleue. La mise en service est prévue pour 2030.
En août 2020, la mairesse de Montréal Valérie Plante demande au gouvernement Legault de présenter une loi spéciale afin de faciliter les expropriations nécessaires au prolongement de la ligne bleue vers Anjou. Cette demande vient au moment où le développeur immobilier Cadillac Fairview annonçait son projet d'un « centre-ville de l'Est » autour de la station de métro prévue à Anjou.
Le 18 mars 2022, pendant une conférence de presse de la ministre déléguée aux Transports et responsable de la Métropole, Chantal Rouleau, la mairesse de Montréal, Valérie Plante, et le ministre canadien du Patrimoine et lieutenant pour le Québec, Pablo Rodriguez, le gouvernement Legault annonce qu'il « versera dans un premier temps 577 millions de dollars au comptant, puis d'autres sommes » nécessaires pour la construction du prolongement de la ligne bleue jusqu'à Anjou.
En avril 2025, lors d'un point de presse, l'administration Plante annonce que « le projet de prolongement de la ligne bleue coûtera au moins 7,6 milliards et [que] sa livraison n’aura pas lieu avant 2031, au mieux ».